# ニッキー・スミス
ニッキー・スミス（Nicky Smith、1994年4月7日 - ）は、ウェールズのラグビーユニオン選手。イギリスプレミアシップのレスター・タイガースに所属している。

## 略歴
ウェールズ・プレミア・ディビジョンでは、スウォンジーRFCとアベラヴォンRFCに所属。2012年、オスプリーズに加入した。
2013年、U20ウェールズ代表として、U20シックス・ネーションズなど主な大会で、15試合に出場した。
2014年11月15日、ウェールズ代表としてフィジー代表戦に出場し、代表初キャップを得た。ワールドカップ2019（日本大会）・ワールドカップ2023（フランス大会）にも出場。
2012年から2024年までの12シーズンにわたり オスプリーズに在籍し、ユナイテッド・ラグビー・チャンピオンシップに出場した。
2024年3月20日、イングランドのレスター・タイガースへの移籍を発表。同年9月21日、イングランドプレミアシップのエクセター・チーフス戦で、チームデビューを果たす。